# 9234 Matsumototaku
A 9234 Matsumototaku (ideiglenes jelöléssel 1997 CH4) a Naprendszer kisbolygóövében található aszteroida. Kobajasi Takao fedezte fel 1997. február 3-án.